# Magnetoterapija
Magnetoterapija, magnetna terapija ali terapija z magneti je zdravljenje z aparati, ki ustvarjajo magnetno polje. Je ena izmed metod alternativne medicine, ki se uporablja že 40 let. 

## Opis
Silnice magnetnega polja prodrejo do tkiv in celic v našem organizmu. V vsaki celici in medceličnem prostoru so ioni. Ko ustvarimo magnetno polje, se ioni prerazporedijo tako, da pride do hiperpolarizacije. To povzroči, da v celico pride več kisika in da se poveča tvorba energije (ATP – adenozin trifosfat) v mitohondrijih. Poveča se tudi izločanje strupenih snovi, nastalih pri celičnem presnavljanju. Celično delovanje se izboljša oziroma normalizira, odvisno od njenega energetskega stanja. 
Pri terapiji magnetne ploščice na bolečem predelu telesa ustvarijo povišano temperaturo prek bolečinskih receptorjev v koži in zmanjšujejo prenos bolečine v osrednje živčevje. Ploščice, položene na oteklino, le-to vidno zmanjšajo.
Časovno je magnetna terapija krajša pri akutnih ter daljša pri kroničnih obolenjih.

## Pripomočki za zdravljenje
- aparati z utripajočim magnetnim poljem
- namagnetene igle
- magnetne zapestnice in nakit
- posteljne vzmetnice
- magnetni pasovi

## Zdravljenje
Terapijo z magneti uporabljamo za odpravo oziroma lajšanje bolečin, ki jih povzročajo vsa degenerativna razgraditvena sklepna vnetja in tista revmatska obolenja, ki po začetni akutni fazi preidejo v stalno kronično vnetno stanje. Prav tako se uporablja v obdobju rehabilitacije pri poškodbah tkiva, zvinih sklepov in zlomih kosti, pri celjenju brazgotin na koži, glavobolih in osteoporozi.